# Orde van Trouw en Verdienste
Deze ridderorde, in het stichtingsbesluit van 30 november 1969 de "Orde van Trouw en Verdienste van het Huis Oranje-Nassau" geheten, is door koningin Juliana ingesteld als Huisorde van het Huis Oranje-Nassau en deel van de Huisorde van Oranje.
De orde wordt voor 12 en 24 jaar trouwe dienst toegekend. In de praktijk is voor de eerste klasse van de orde ook een dienstverband van 20 jaar voldoende.
De Huisorde van Oranje werd door Koningin Wilhelmina, in samenspraak met Prins Hendrik, in 1905 ingesteld. Dat gebeurde in een "Hofbesluit" en buiten verantwoordelijkheid van de ministerraad. De orde werd naar de geest van de tijd sterk hiërarchisch ingericht en telde niet minder dan 20 verschillende graden, kruisen en medailles.
De koninginnen Wilhelmina en Juliana wilden in latere jaren van hun huisorde af. De kosten waren de vorstinnen te hoog en zij hechten kennelijk niet aan "hun" orde. Jaar-in-jaar-uit vonden de koninginnen voor hun wens geen gehoor bij hun Hofcommissie.
In oktober 1968 kreeg de door de ministerraad benoemde Commissie Houben, die adviseerde over het hervormen van het decoratiestelsel, van Juliana opdracht om ook over haar huisorde te adviseren.
Merkwaardig genoeg heeft de commissie deze opdracht, die staatsrechtelijk niet door de beugel kan omdat de Huisorde van Oranje een particulier instituut is, aangenomen. Juliana heeft door een staatscommissie te benaderen voor advies haar hofhouding, die aan hervorming van de huisorde niet meewerkte, weten te omzeilen.
- De koningin liet weten dat zij van de vele graden en de graad van "Eredame" af wilde.
- De koningin opperde dat de graden anders genoemd zouden kunnen worden.
- De koningin wenste langdurig dienstverband te blijven belonen en bij de hogere graden verdienste in plaats van dienstjaren zwaar te laten wegen.

De commissie kwam met twee adviezen; dat aan de regering verdween in een diepe la, maar Koningin Juliana volgde het advies dat de commissie haar in het voorjaar van 1969 liet toekomen op zeer eigengereide wijze op.
De huisorde werd in vieren gedeeld en drie van deze eenheden heten "orden" te zijn.
Voor langdurig dienstverband kwam er de "Orde van Trouw en Verdienste van het Huis Oranje-Nassau" met de graden Gouden Erekruis en Zilveren Erekruis. De orde kent in de door Juliana gekozen vorm geen ridders of leden, geen kapittel en geen zelfstandig bestaan. De kenner van ridderorden J.A. van Zelm van Eldik bespreekt de gekozen vorm daarom met de woorden "gewrongen", "ongebruikelijk", "niet passend" en "niet reëel". Hij noemt de statuten en bepalingen "ordetechnisch onjuist zodat de orde hier ten lande niet tot voorbeeld mag dienen". Hij vraagt zich ook af of wezen en kenmerk van een orde hier geen "geweld is aangedaan".

## De versierselen
Het kruis is gelijk aan dat van de huisorde maar in plaats van oranjerode emaille is nassaublauwe emaille aangebracht. Het lint is oranje en de decoraties worden aan een lint of een strik op de linkerborst gedragen.